# پلاک وسایل نقلیه استان ایلام
کد استان ایلام ایران ۹۸ می‌باشد. در خودروهای عمومی، تاکسی‌ها و خودروهای دولتی حرف پلاک همیشه یکسان است. اما در خودروهای شخصی این حرف (ب) بستگی به شهری دارد که پلاک خودرو در آن ثبت شده‌است.

## ۹۸ استان ایلام
| ۹۸ | ۳۴۵ ۱۲ |

| حرف | شهرستان                | وضعیت واگذاری                                     |
| --- | ---------------------- | ------------------------------------------------- |
| الف | دولتی                  | سرشماره ۱۴ درحال واگذاری                          |
| ب   | ایلام، چوار (۱)        | پایان شماره گذاری                                 |
| ت   | تاکسی                  | سرشماره ۱۹ درحال واگذاری                          |
| ج   | ایلام، چوار (۲)        | پایان شماره گذاری                                 |
| د   | ایلام، چوار (۳)        | پایان شماره گذاری                                 |
| ژ   | جانبازان معلولین       | سرشماره ۱۱ درحال واگذاری سرشماره ۵۱ درحال واگذاری |
| س   | ایلام، چوار (۴)        | سرشماره ۴۳ در حال واگذاری                         |
| ص   | مهران، ملکشاهی         | سرشماره ۶۲ درحال واگذاری                          |
| ط   | دره‌شهر، بدره           | سرشماره ۵۴ در حال واگذاری                         |
| ع   | عمومی                  | سرشماره ۴۲ درحال واگذاری                          |
| ق   | دهلران                 | سرشماره ۵۶ درحال واگذاری                          |
| ک   | کشاورزی                | سرشماره ۲۴ درحال واگذاری                          |
| ل   | سیروان، هلیلان، چرداول | سرشماره ۶۲ درحال واگذاری                          |
| م   | ایوان                  | سرشماره ۵۴ درحال واگذاری                          |
| ن   | آبدانان                | سرشماره ۴۲ درحال واگذاری                          |
| و   | ذخیره                  | ذخیره                                             |
| ھ   | ذخیره                  | ذخیره                                             |
| ی   | ذخیره                  | ذخیره                                             |

پلاک موتور: ۵۴۷٫۵۴۸